# Desa Cidolog (administrativ by i Indonesien, lat -7,32, long 106,82)
Desa Cidolog är en administrativ by i Indonesien.   Den ligger i provinsen Jawa Barat, i den västra delen av landet, 120 km söder om huvudstaden Jakarta.